# Деби Хари
Дебора Ан Хари (на английски: Deborah Ann Harry) е американска изпълнителка на пънк и поп рок.
Известна е с това, че е вокалистка на „Блонди“, която е сред първите ню уейв групи. Освен с музикалните си умения, тя е известна и с ролите си в много представления на Бродуей.
Започва да се появява във филми на Амос По, като Чужденецът, преди да получи първата си главна роля в нео-ноар филма Union City (1980). След това тя участва заедно с Джеймс Уудс във филма на ужасите на Дейвид Кронънбърг Videodrome (1983) и има поддържаща роля във Forever, Lulu (1987). Печели си допълнително внимание с ролята на Велма фон Тусъл в сатиричния танцов филм на Джон Уотърс „Лак за коса“ (1988).
През 90-те години Хари понякога участва в независими филми, включително в два филма, режисирани от Джеймс Манголд: Heavy (1995) и Cop Land (1997). През 2000-те Хари продължава да се появява в поддържащи роли в независими филми, с роли в Deuces Wild, Spun (и двата от 2002) и My Life Without Me (2003). През 2008 г. тя се появява във второстепенна роля в „Елегия“.
В допълнение към участието в пълнометражни филми Деби Хари се появява в няколко телевизионни сериала, включително в Tales from the Darkside (1987), The Adventures of Pete & Pete (1992), анимационния сериал Phantom 2040 (1994–1995) и Sabrina, the Teenage Witch (1996).

## Личен живот
Деби Хари има връзка с китариста на „Блонди“ Крис Стайн. Двойката се разделя през 1987 г. През 2011 г. Хари обявява, че и тя, и Стайн са употребявали наркотици по време на връзката си и че са прекарали известно време в рехабилитационна клиника. Хари е кръстница на двете дъщери на Стайн.
През 2014 г. Хари разкрива, че в младостта си е имала няколко връзки с жени.
В мемоарите си от 2019 г., Face It: A Memoir, Хари разказва, че е била изнасилена по време на кражба с взлом в дома, който е споделяла със Стайн. Пише и че в началото на 70-те години на миналия век серийният убиец Тед Бънди я примамил в колата си в Ню Йорк, но тя избягала. Описанието на Хари за бялото превозно средство, изстъргано отвътре и без дръжката на вратата на пътника, съвпада с фолксвагена от 1968 г., каран от Бънди, но властите приемат версията, че по това време той е бил във Флорида. Ан Рул, автор на биографията на Бънди The Stranger Beside Me, коментира, че погрешните твърдения за отвличания на Бънди са доста чести.

## Галерия
- „Блонди“ през 1977 г.
- Деби Хари през 1977 г.
- Деби Хари през 2008 г.
- Стинг, Деби Хари, Лейди Гага, Елтън Джон, Шърли Беси и Брус Спрингстийн в Карнеги хол, Ню Йорк през 2010 г.

## Дискография
Студийни албуми
- KooKoo (1981)
- Rockbird (1986)
- Def, Dumb & Blonde (1989)
- Debravation (1993)
- Necessary Evil (2007)

Компилации
- Once More into the Bleach (1988, Debbie Harry and Blondie)
- The Complete Picture: The Very Best of Deborah Harry and Blondie (1991, Deborah Harry and Blondie)
- Deborah Harry Collection (1998)
- Most of All: The Best of Deborah Harry (1999)